# Österreichische Gesellschaft für innovative Computerwissenschaften
Die Österreichische Gesellschaft für innovative Computerwissenschaften (INNOC) ist ein Verein mit Sitz in Wien, der sich die Förderung des kreativen Umgangs mit neuen Technologien im Bereich der Informatik und verwandten Gebieten zur Aufgabe gemacht hat.

## Geschichte
Die Gesellschaft wurde am 7. Mai 2005 gegründet. Geschäftsführer sind mit Stand von März 2023 Roland Stelzer und Jafarmadar Karim. Der Verein wurde 2007 Mitglied des Science-Center-Netzwerks. 2009 wurde er als Forschungs- und Lehreinrichtung rechtlich anerkannt.

## Ziele
Der Verein, dessen Tätigkeit nicht auf Gewinn ausgerichtet ist, bezweckt laut seines Statuts die Förderung von Forschung und Lehre im Bereich innovativer Computerwissenschaften, sowie innovative Entwicklungen durch grundlagenorientierte und angewandte Forschung voranzutreiben. Das im Verein gewonnene Wissen wird der Öffentlichkeit zur Verfügung gestellt. Zielgruppe sind technikinteressierte Jugendliche und junge Erwachsene, denen ein niedrigschwelliger Zugang zu Wissenschaft, Forschung und Hochtechnologie angeboten werden soll.

## Projekte

### Centrobot

Logo des Centrobot-Projekts

Happylab-Logo

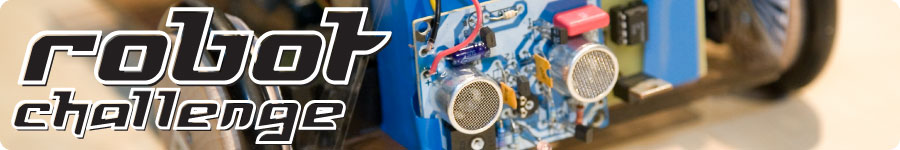
Logo der Robot-Challenge

Das Projekt Centrobot war eine grenzüberschreitende Initiative in der Region Wien-Bratislava mit einer Laufzeit von 2008 bis 2010, die sich mit der Forschung und Entwicklung im Bereich der Robotik befasste. Zu ihren Aufgaben gehörten unter anderem der Betrieb des Virtual Robotic Lab an der slowakischen technischen Universität Bratislava und des offenen Forschungs- und Entwicklungslabors Happylab in Wien.
Centrobot wurde aus Mitteln des europäischen Regionalentwicklungsfonds, des Bundesministeriums für Wissenschaft und Forschung sowie des Bundesministeriums für Wirtschaft, Familie und Jugend finanziert und von der Raiffeisenlandesbank Niederösterreich-Wien unterstützt.
Zu den weiteren Aktivitäten des Centrobot-Projekts zählen die Veranstaltung wissenschaftlicher Kongresse und die Organisation internationaler Roboterwettbewerbe. In Breitenbrunn am Neusiedler See veranstaltete Centrobot vom 18. bis 25. Mai 2008 Österreichs erste Roboter-Segel-Weltmeisterschaft mit Teams aus Österreich, Kanada, Portugal und dem Vereinigten Königreich.

### Happylab
Nach Auslaufen des Centrobot-Projekts wurde das Happylab in Wien als eigenständiges Projet weitergeführt. Im Oktober 2014 öffnete ein weiteres Happylab in Salzburg und 2016 ein Standort in Berlin. Die Ausstattung beispielsweise im Elektronikbereich enthält unter anderem Labornetzteile, Lötstationen, ein Digitales 4-Kanal Speicher-Oszilloskop, ein UV-Belichtungsgerät, eine Leiterplatten-Ätzmaschine, Leiterplattenscheren und ein PIC-Programmiergerät. Die anderen Bereiche sind ähnlich umfangreich ausgestattet. Für die Nutzung gibt es keine fachlichen Einschränkungen und es sind keine Vorkenntnisse erforderlich.

### Robot Challenge
Die Robot Challenge ist ein Roboterwettbewerb, der jährlich von INNOC in Zusammenarbeit mit dem Bundesministerium für Wissenschaft und Forschung veranstaltet wird. Die erste Robot Challenge fand 2004 statt. Der Bewerb hat sich zum größten Robotik-Wettbewerb in Österreich und zu einem der größten in Europa entwickelt. Bis einschließlich 2010 haben Teams aus 20 Ländern, darunter Österreich, Dänemark, Deutschland, Finnland, Großbritannien, Kroatien, Malta, Peru, Polen, Rumänien, Russland, Schweden, der Slowakei, der Schweiz, Spanien, Südafrika, Tschechien, der Türkei und Ungarn teilgenommen.

### Roboat
Das Projekt Roboat hat es sich zum Ziel gesetzt, ein autonomes Roboter-Segelboot zu entwickeln, das nach Eingabe der Koordinaten jedes beliebige Ziel selbständig ansteuern kann. Als konkrete Anwendung dieser Technologie ist in Zusammenarbeit mit der Oregon State University ein Projekt im Bereich der Walforschung im Pazifik geplant.
Das 2005–2006 entwickelte Roboat 2006 gewann, mit Sensoren und einem Linux-Rechner ausgerüstet, den ersten europäischen Wettbewerb im vollautonomen Segeln, die Microtransat 2006 bei Toulouse. Als Basis für diesen Prototyp der später entwickelten ASV Roboat diente das 1,38 m lange Yachtmodell Atlantis der Firma Robbe Modellsport.
Die 2007 gebaute ASV Roboat basiert auf dem von Jan Herman Linge konstruierten Bootsmodell Laerling. ASV steht für Autonomous Sailing Vessel. Bei einer Länge von 3,75 m und 1,35 m Breite ist das Boot ähnlich konstruiert wie viele größere Regattaboote. Die ASV Roboat gewann im Mai 2008 die Weltmeisterschaft im Robotersegeln in Österreich und konnte ihren Titel 2009 bei der WM in Portugal sowie 2010 in Kanada und 2011 in Deutschland erfolgreich verteidigen.

### Maria-Theresia-Wiki
Das MariaTheresia wiki hat es sich zur Aufgabe gemacht, die im Verein gewonnenen wissenschaftliche Erfahrungen und Erkenntnisse zu veröffentlichen und zu erweitern. Ziel ist es, eine umfangreiche Wissenssammlung rund um die Themen Künstliche Intelligenz, Robotik, Hardwarebau und verwandte Themengebiete aufzubauen. Das Wiki ist nach der habsburgischen Fürstin Maria Theresia benannt.

### Simple Sensor Network
Das Ziel des Simple Sensor Network (SSN) genannten Protokolls ist es, die Verbindung, Kommunikation und Datenübertragung einer großen Anzahl unterschiedlicher Sensoren und Aktuatoren zu vereinfachen und dadurch die Wartung, Handhabung und Erweiterung von Robotiksystemen zu erleichtern. Die Ergebnisse dieses Forschungsprojekts wurden unter dem Titel Simple Communication Protocol for Rapid Robot Prototyping veröffentlicht.

## Kooperationen
INNOC arbeitet mit zahlreichen nationalen und internationalen wissenschaftlichen Partnern zusammen. Zu den Kooperationspartnern des Vereins zählen die Fachhochschule Technikum Wien, die Slowakische Technische Universität Bratislava, die Höhere Technische Bundeslehr- und Versuchsanstalt Spengergasse, die Robotika.sk, das Board of European Students of Technology, die De Montfort University in Leicester und das Science Center-Netzwerk.

## Finanzierung
Der Verein wird durch nationale und internationale Mittel der öffentlichen Hand, durch Firmenpartner und durch freiwillige Spenden finanziert. Zu den öffentlichen österreichischen Fördergebern gehören die Kulturabteilung der Stadt Wien, das Bundesministerium für Wissenschaft und Forschung, das Bundesministerium für Wirtschaft, Familie und Jugend, die Initiative Forschung, Innovation, Technologie – Informationstechnologie (FIT-IT) des Bundesministeriums für Verkehr, Innovation und Technologie, das Bundesministerium für Unterricht, Kunst und Kultur und die österreichische Forschungsförderungsgesellschaft (FFG). Internationale öffentliche Fördergeber sind der europäische Regionalentwicklungsfonds und das Programm zur grenzüberschreitenden Zusammenarbeit Slowakei-Österreich.